# Bodovaljci
Bodovaljci is een plaats in de gemeente Vrbje in de Kroatische provincie Brod-Posavina. De plaats telt 633 inwoners (2001).